# تایچی فوکوی
تایچی فوکوی (انگلیسی: Taichi Fukui؛ زادهٔ ۱۵ ژوئیهٔ ۲۰۰۴) بازیکن فوتبال است.
وی همچنین در تیم‌های ملی فوتبال زیر ۱۷ سال ژاپن و زیر ۱۷ سال ژاپن بازی کرده‌است.